# Eren Şen
Eren Şen (* 28. September 1984 in Hamburg) ist ein deutschtürkischer ehemaliger Fußballspieler.

## Spielerkarriere

### Verein
Şen wuchs in Hamburg-Eißendorf auf und spielte von 1994 bis 1998 für die FSV Harburg. Nach einer Saison beim FC St. Pauli wechselte er 1999 zum Hamburger SV, für dessen Nachwuchsmannschaften er bis 2003 spielte. Ab 2003 gehörte er zum Profikader und am 13. September 2003 absolvierte er sein erstes und einziges Bundesligaspiel, als er beim Spiel gegen Bayer 04 Leverkusen eingewechselt wurde.
2005 wechselte er zum amtierenden Schweizer Vizemeister FC Thun. Mit diesem Verein spielte er eine erfolgreiche Saison in der Axpo Super League, sowie in der Champions League. Şen war beteiligt am bisher größten Erfolg des Vereins in der Champions League. Hier spielte er mit seinem Team unter anderem gegen Mannschaften wie international-bekannte Vereine wie Ajax Amsterdam, Sparta Prag und dem FC Arsenal. Nachdem die Gruppenphase als Tabellendritter beendet wurde, spielte die Mannschaft im UEFA-Pokal weiter. Hier traf der FC Thun in der ersten Runde der K.-o.-Phase, dem Sechzehntelfinale des Turniers, ausgerechnet auf Şens Heimatverein, dem Hamburger SV. Gegen den HSV scheiterte der Verein schließlich. Şen absolvierte in dieser Saison elf Pflichtspiele für den FC Thun erzielte dabei drei Tore.
Nach einem Jahr setzte Şen seine Karriere in der Türkei fort und spielte erst in der Süper Lig für Konyaspor. Hier konnte er infolge seiner türkischen Abstammung unter einer einheimischen Spielerlizenz spielen und blockierte damit kein zusätzlichen Ausländerplatz. Für Konyaspor spielte er die nächsten drei Spielzeiten lang. In seiner ersten Saison bei den Zentralanatoliern absolvierte er 18 Pflichtspiele und erzielte dabei vier Tore. die zwei nachfolgenden Saisons fristete er ein Reservistendasein und kam in jeder Saison nur zu sporadischen Einwechslungen. Nachdem der Verein zum Sommer 2009 den Klassenerhalt verfehlt hatte, wechselte Şen zur Saison 2009/10 zum südosttürkischen Erstligisten Diyarbakirspor. Bei diesem Verein, der in dieser Saison eine sehr schwierige Saison erlebte, kurz vor der Suspendierung vor dem Ligabetrieb stand und zum Saisonende den Klassenerhalt verfehlt, kam Şen zu vier Pflichtspieleinsätzen. Nach dem Abstieg verließ zwar Şen den Verein war aber bis zum Januar 2010 offiziell noch unter Vertrag. Dieser wurde erst im Januar 2010 aufgelöst.
Im September 2010 kehrte Şen mit seinem Wechsel zum 1. FC Magdeburg nach Deutschland zurück. Der Vertrag wurde jedoch am 15. Dezember 2010 in beiderseitigem Einvernehmen aufgelöst und Şen spielte in der Rückrunde für Mersin İdman Yurdu. Mit diesem Verein beendete er die Saison 2010/11 mit der türkischen Zweitligameisterschaft und erreichte damit den Aufstieg in die Süper Lig.
Nach dem Gewinn der türkischen Zweitligameisterschaft wechselte Şen 2011 zum iranischen Verein Paykan Teheran und spielte hier bis zum Januar 2013. Anschließend wechselte er zur Rückrunde der Saison 2012/13 zum türkischen Viertligisten İstanbulspor. Der Vertrag wurde im Januar 2015 im beiderseitigen Einvernehmen aufgelöst, damit Şen seine aktuelle Knieverletzung in Deutschland behandeln lassen kann. Er befand sich dann in Rehakliniken in Hamburg und München. Bis zum heutigen Tag hat er kein Spiel mehr absolviert (Stand: 29. Dezember 2017).

### Nationalmannschaft
Şen absolvierte in den Jahren 2002 und 2003 drei Spiele für die deutsche U-19-Nationalmannschaft und schoss dabei ein Tor. Insgesamt absolvierte Şen 30 Juniorennationalmannschaftsspiele und erzielte hierbei 5 Treffer.

## Trainerkarriere
Zur Saison 2021/22 wurde Şen Cheftrainer der C2-Junioren (U14) des Hamburger SV. Der HSV führte zu dieser Spielzeit im Nachwuchsleistungszentrum eine Trainerrotation ein. Dabei behalten die Trainer von der U12 bis zur U14 und von der U15 bis zur U17 ihren jeweiligen Jahrgang für drei Jahre, ehe sie wieder bei der U12 bzw. U15 beginnen. Dementsprechend übernahm er ein Jahr später den 2011er-Jahrgang als U12 (D2-Junioren). Zur Saison 2023/24 wurde die Mannschaft zur U13 (D1-Junioren).

## Erfolge
- Meister der TFF 1. Lig und Aufstieg in die Süper Lig: 2010/11